# In Qontrol
L'In Qontrol era un evento annuale, che aveva come oggetto la musica hardstyle. Nel 2009, come nell'anno precedente si era svolto ad Amsterdam al RAI il 25 aprile.
L'In Qontrol, assieme ad altri eventi (come per esempio il Q-base o il Qlimax) era organizzato dalla Q-dance, una casa discografica ed organizzatrice di eventi (logicamente correlati con questi generi musicali) olandese. Come tutti i maggiori eventi a cadenza annuale della Q-Dance, attirava il pubblico della musica hardstyle da ogni parte del mondo.

## Dj
L'In Qontrol vede protagonisti i migliori artisti hardstyle, hard trance e hardcore internazionali, tra cui molti dj italiani come Technoboy e Tatanka.
L'ultimo In Qontrol si è svolto al Rai di Amsterdam nel 2010, poi la Q-dance ha aperto verso nuovi mondi, da cui il DefQon.1 Australia e il prossimo iQon.